# Fabio Del Bianco
Fabio Del Bianco (Gallarate, 5 aprile 1914 – Livorno, 10 settembre 2003) è stato un allenatore di calcio e calciatore italiano, di ruolo terzino sinistro.

## Carriera
Vestì agli esordi la maglia della Gallaratese; giocò poi in Serie A con Bari e Livorno.

Terminata la carriera di calciatore, fu allenatore del Rosignano Solvay e dell'Avellino.